# میرزا داوود نوری
میرزا داوود نوری (زاده ۱۲۶۰ - درگذشته ۱۲۹۴ قمری) از رجال دوره قاجار بود.

## زندگی‌نامه
میرزا داوود خان در سال ۱۲۷۳ (قمری) در سن پانزده سالگی از سوی پدرش میرزا آقاخان نوری که در آن زمان صدراعظم ناصرالدین شاه بود، به وزارت لشکر تعیین شد. پس از عزل میرزا آقاخان در سال ۱۲۷۵ قمری، میرزا داوودخان نیز معزول شد و با پدرش به تبعید رفت. در سال ۱۲۸۱ (قمری)، پس از درگذشت میرزا آقاخان، به همراه برادرانش به تهران بازگشت و مورد عفو ناصرالدین‌شاه قرار گرفت. در سال ۱۲۸۸ قمری در زمان صدارت میرزا حسین‌خان سپهسالار، میرزا یوسف آشتیانی که رئیس دفتر استیفا بود، به نشانه اعتراض از شغل خود کناره‌گیری کرد و به زادگاهش آشتیان رفت. در نتیجه سپهسالار، میرزا کاظم نظام‌الملک برادر بزرگ میرزا داوود خان را به ریاست دفتر استیفا منصوب کرد و نظام‌الملک نیز داوود خان را روی کار آورده و به سمت معاونت خود برگزید. او تا سال ۱۲۹۰ قمری در این سمت قرار داشت و در سال ۱۲۹۶ (قمری) در سن سی و شش سالگی درگذشت. میرزا داوود خان مالک باغ داوودیه در شمال تهران بود که اکنون به محله داوودیه تبدیل شده است.